# Théodore Labarre

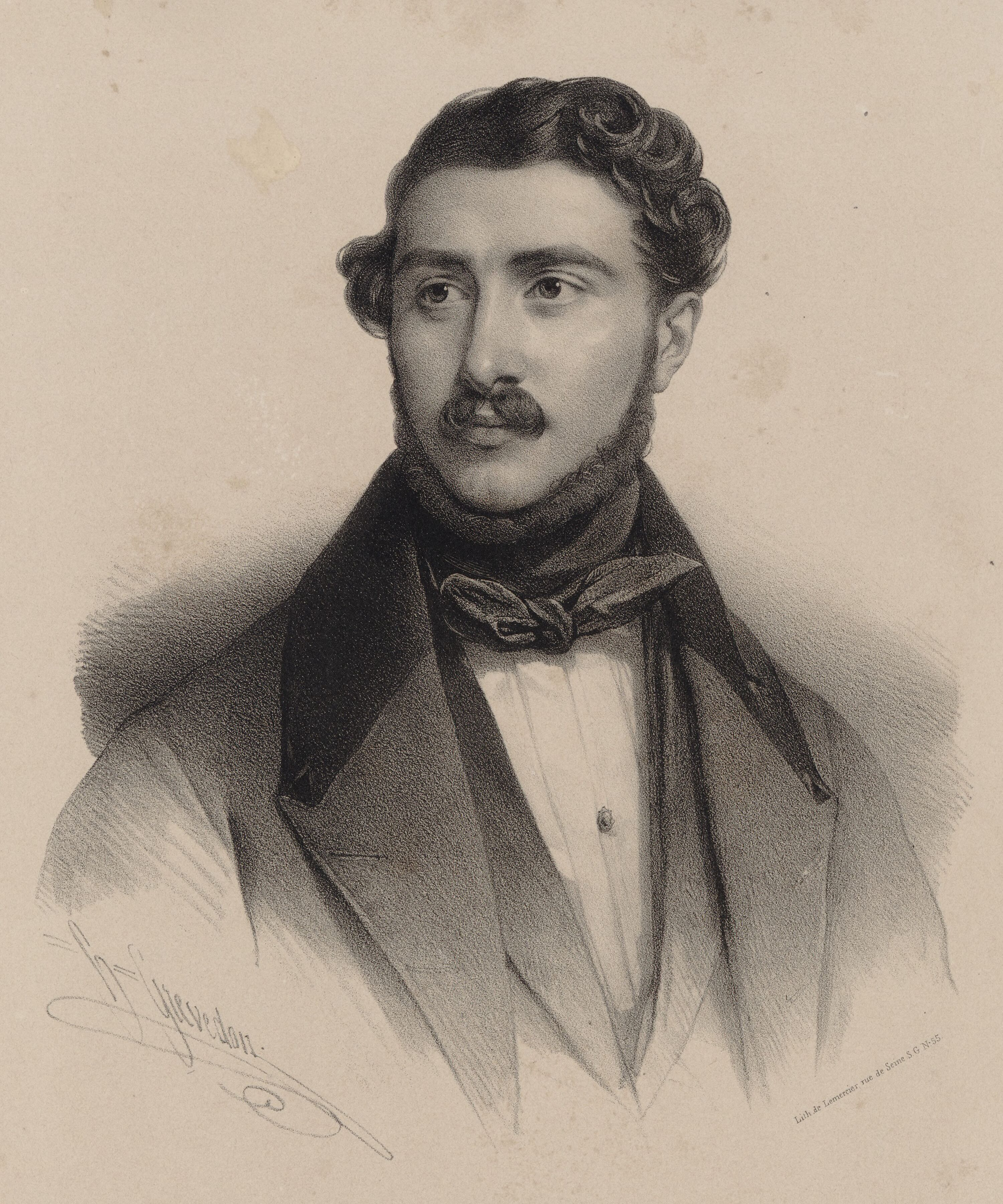
Théodore Labarre (1840)

Théodore Labarre (* 5. März 1805 bei Paris; † 9. März 1870 ebenda) war ein französischer Harfenvirtuose und Komponist.

## Leben
Labarre war Schüler von Robert Nicolas-Charles Bochsa und François-Joseph Naderman am Pariser Konservatorium sowie am Konservatorium von Victor Dourlen bei François-Joseph Fétis und François-Adrien Boieldieu. Er erhielt 1823 den Prix de Rome. Er lebte abwechselnd in Paris und London und machte sich auf Konzertreisen weit bekannt. 1851 wurde er kaiserlicher Kapellmeister der Privatkapelle Napoleons III. 1867 wurde er zum Harfenprofessor am Pariser Konservatorium ernannt.
Außer neun Opern und Balletten schrieb er hauptsächlich für Harfe (Phantasien, Notturnos, Duos und Trios) sowie eine Méthode complète pour la harpe und zahlreiche Romanzen.

## Ehrungen
- 1862 Ritter der Ehrenlegion

## Werke
- L’aspirant de marine (Oper, Uraufführung 1834 in Paris)
- Le ménétrier ou les deux duchesses (Oper, Uraufführung 1845 in Paris)
- Pantagruel (Oper, Uraufführung 1855 in Paris)